# Cycloneda munda
Cycloneda munda je druh brouka z čeledi slunéčkovití.

## Popis

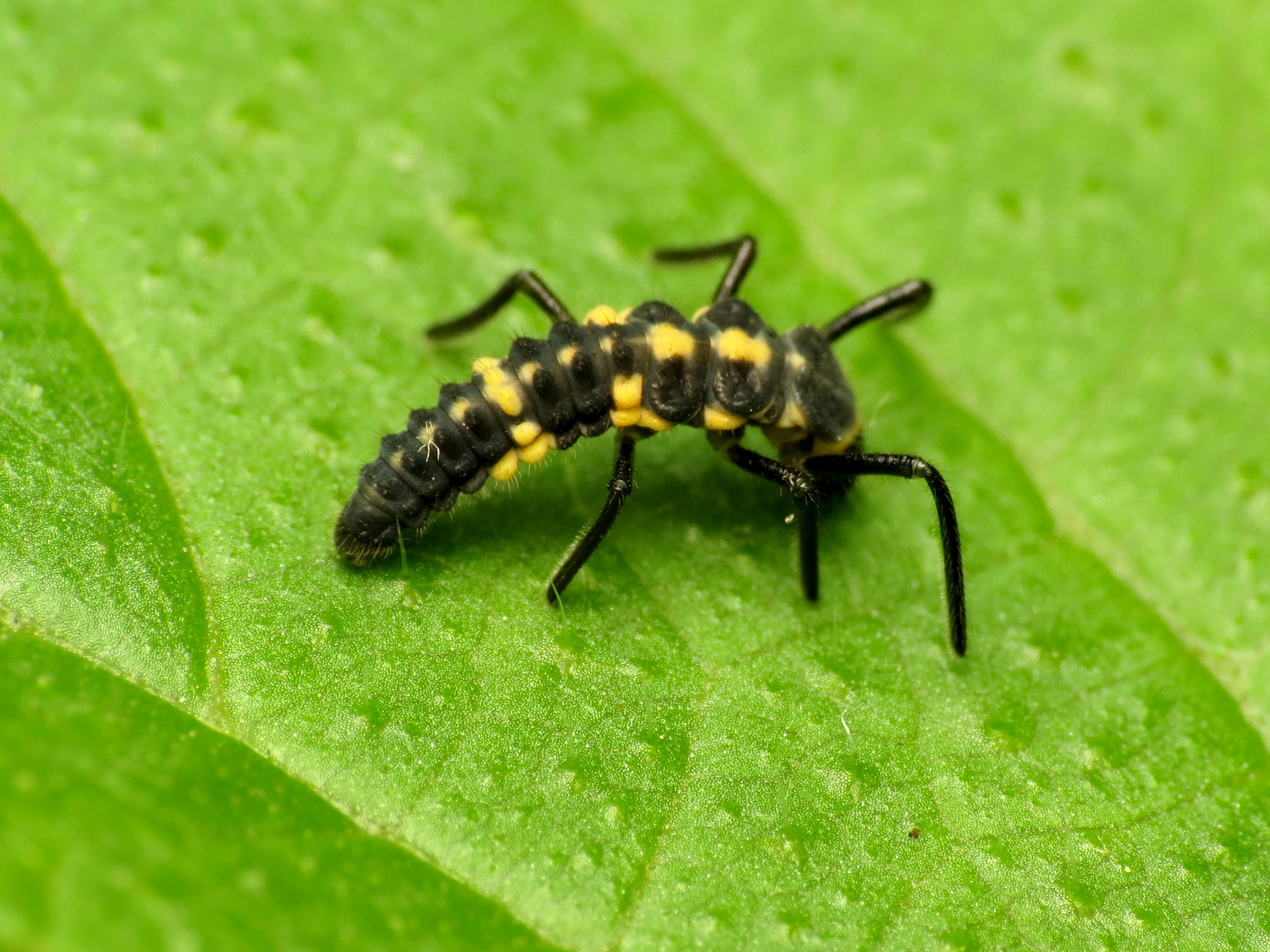
Larva

Délka těla Cycloneda munda se pohybuje v rozmezí 3,7–5,7 mm. Krovky jsou oranžové až červené bez žádných skvrn (odtud druhové jméno „munda“). Pronotum je černé s bílým okrajem, po stranách pronota vybíhá bílý okraj v písmeno C s černou skvrnou uprostřed. Hlava je u samců celá bílá, zatímco u samic má hlava uprostřed černou skvrnu.

## Rozšíření
Cycloneda munda se vyskytuje v Severní Americe, výskyt konkrétně sahá od jihu Kanady až po jih Mississippi a na západě od Wyomingu až po východní pobřeží USA. Preferuje pole a křovinaté oblasti. Aktivní je na jaře a v létě.

## Potrava
Stejně jako další druhy z čeledi slunéčkovití se Cycloneda munda živí mšicemi.

## Podobné druhy
- Cycloneda polita – pronotum stejné jako u C. munda, ale z bílého okraje u C. polita vybíhá uprostřed bílá linka
- Cycloneda sanguinea – na pronotu jsou 2 oddělené bílé skvrny[3]

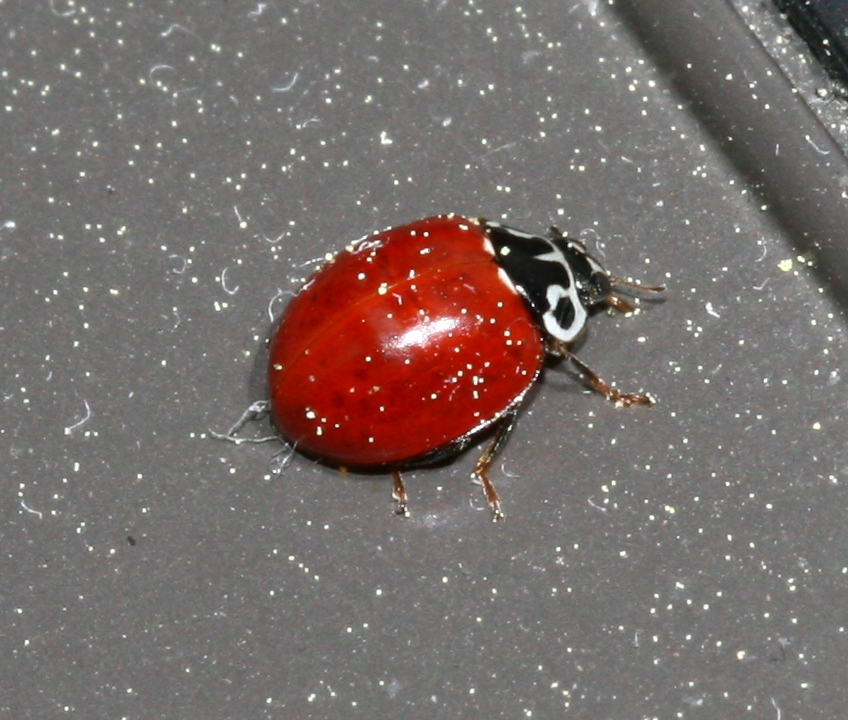
C. polita s bílou linkou na pronotu
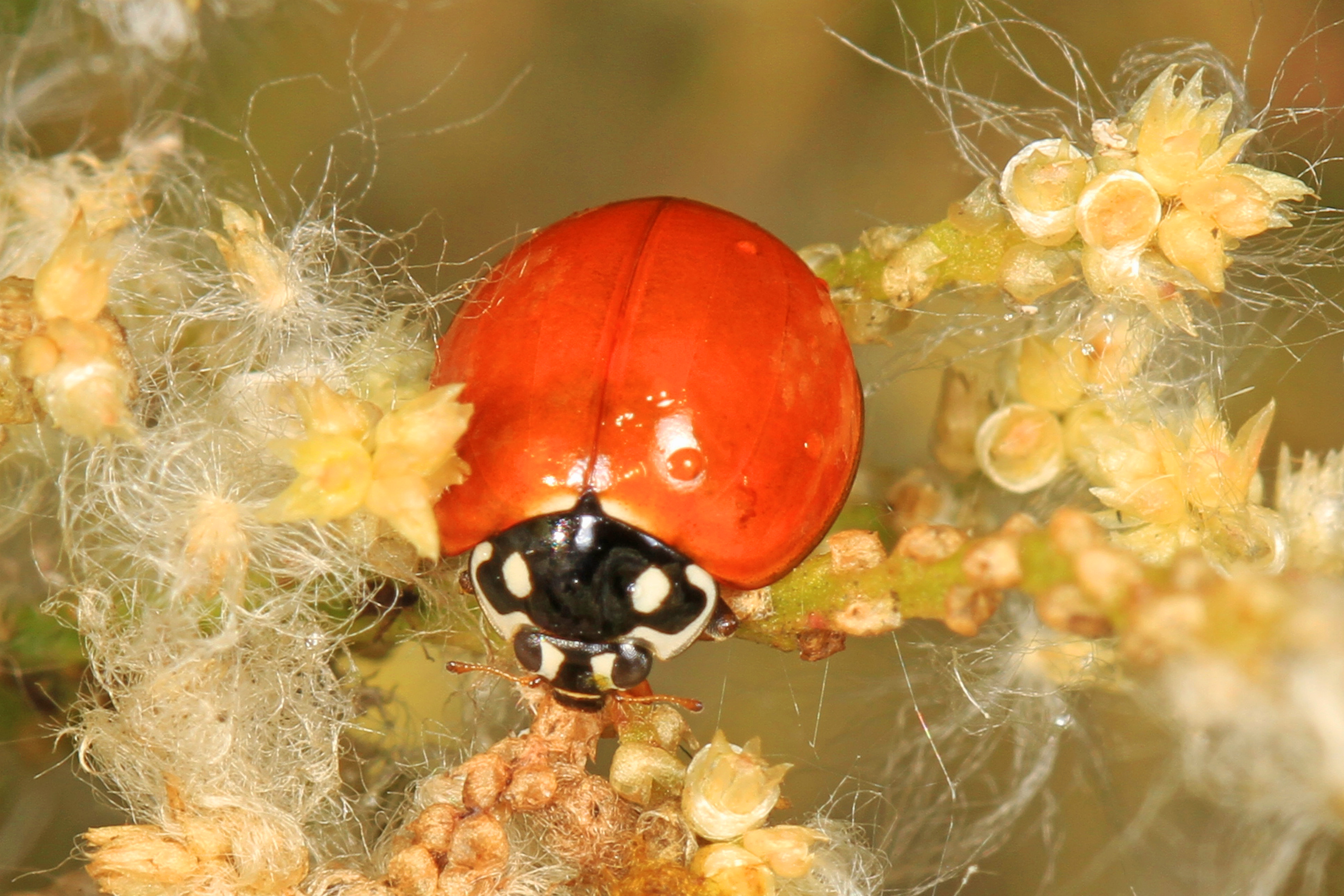
C. sanguinea s 2 skvrnami na pronotu